# Inish Doney
Inish Doney je ostrov o 40 akrech v jezeře Lower Lough Erne v Severním Irsku. Leží 13 kilometrů severně od města Enniskillen.

## Příroda
Je to celoročně obydlený ostrov s rozmanitou přírodou a s mnoha životními druhy, jež vyžadují ochranu a citlivý přístup.

### Flóra
Z původního rostlinstva zde roste dub, jasan, osika, olše, vrba, divoká třešně, bříza, hloh, bez, kalina, cesmína, divoká jabloň, tavolník, hlaváč, různé orchideje a další.

### Fauna
Z ptactva tu lze spatřit hojnost pěnkavek, kosů a drozdů, k vidění je také střízlík, jespák, koliha, sojka, sluka, bažant a výr.
Na ostrově žije malé množství zajíců, ale nejsou zde k vidění veverky, lišky a jezevci, kteří jsou na okolní pevnině jinak běžní. Na březích se často objevují vydry, přičemž norkové se objevují jen čas od času.